# Воробьёв, Дмитрий Демьянович
Дмитрий Демьянович Воробьёв (1905—?) — советский военачальник, полковник (13 октября 1942).

## Биография
Родился 14 июня 1905 года в Смоленске.
До службы в армии работал на лесопильном заводе в Смоленске. 5 сентября 1925 года поступил курсантом в Смоленскую пехотную школу им. А. Ф. Мясникова, а после её расформирования в октябре 1926 года переведен в Рязанскую пехотную школу им. К. Е. Ворошилова. После окончания школы, в октябре 1928 года был направлен в 10-й Туркестанский стрелковый полк 4-й Туркестанской стрелковой дивизии, где служил в должностях командира пулемётного взвода, командира и политрука стрелковой и учебной рот, временно исполнял должность помощника начальника штаба полка. С февраля по июнь 1932 года Воробьёв прошёл переподготовку на курсах «Выстрел». В марте 1935 года был переведен начальником полковой школы в 47-й стрелковый полк 16-й стрелковой дивизии им. В. И. Киквидзе. С апреля 1936 года командовал батальоном в 32-м стрелковом полку 11-й стрелковой дивизии. С ноября 1937 по сентябрь 1938 года снова обучался на курсах «Выстрел», после чего был назначен начальником учебной части курсов младших лейтенантов. С апреля 1939 года Дмитрий Воробьев исполнял должность начальника штаба 273-го горнострелкового полка 104-й горнострелковой дивизии. В составе 14-й армии участвовал в Советско-финляндской войне 1939-1940 годов. В октябре 1940 года майор Д. Д. Воробьев был назначен командиром 468-го стрелкового полка 111-й стрелковой дивизии Архангельского военного округа.

### Великая Отечественная война
Участник Великой Отечественной войны с самого начала. С 1 июля 111-я стрелковая дивизия в составе 41-го стрелкового корпуса была включена в 11-ю армию и заняла оборону от город Остров до стыка границ Латвии и Эстонии. Затем её части с боями отходили от Пскова к Лужской оборонительной полосе. В сентябре части дивизии вели боевые действия в условиях окружения, в начале октября прорвались из окружения и до середины ноября находились в резерве, доукомплектовываясь личным составом и техникой. Затем дивизия вошла в состав 52-й армии Волховского фронта. С января 1942 года подполковник Д. Д. Воробьев исполнял должность заместителя командира этой же дивизии и в составе 2-й ударной (с 20 января) и 59-й (с 19 февраля) армий участвовал в Любанской наступательной операции. С 24 апреля подполковник Воробьев стал командиром 44-й стрелковой дивизии, которая воевала в составе 4-й армии Волховской группы войск Ленинградского фронта. В ноябре 1942 года он был направлен на учёбу в Высшую военную академию им. К. Е. Ворошилова, по окончании которой в марте 1943 года назначается командиром 4-й стрелковой дивизии, формировавшейся в осковском военном округе. 3 июня она вошла в 11-ю армию и с 12 июня в составе войск Западного, а с 30 июля — Брянского фронтов участвовала в Курской битве, Орловской и Брянской наступательных операциях. С 24 октября 1943 года дивизия вошла в состав 11-й армии Белорусского фронта и участвовала в Гомельско-Речицкой наступательной операции. В начале ноября за халатное отношение к службе и низкую дисциплину в дивизии, Д. Д. Воробьев был от должности отстранен и отдан под суд.
Приговором Военного трибунала Белорусского фронта от 24 декабря 1943 года Дмитрий Демьянович Воробьёв был приговорен по статье 193-17а УК к пяти годам тюремного заключения условно с испытательным сроком на один год. 13 января 1944 года он был назначен заместителем командира 172-й стрелковой дивизии, входившей в состав 65-й армии, а 22 января перевёлся на такую же должность в 354-ю стрелковую Калинковичскую дивизию. 26 ноября 1944 года полковник Д. Д. Воробьев был переведен на должность заместителя командира 162-й стрелковой дивизии, которая 31 декабря была включена в 70-ю армию 2-го Белорусского фронта и в её составе воевала до конца войны.

### После войны
После окончания войны, с 23 июня по 2 августа 1945 года Воробьев находился на лечении в госпитале, затем состоял в распоряжении Главного управления кадров НКО. В феврале 1946 года был назначен заместителем начальника Куйбышевских курсов усовершенствования офицерского состава в городе Балашов Саратовской области. С сентября 1946 года проходил службу на этих же курсах начальником тактического цикла, а с января 1947 года — начальником общевойскового цикла.
5 марта 1954 года полковник Воробьев был уволен в запас. Сведений о дальнейшей судьбе не имеется.

## Награды
- Награждён орденом Ленина, четырьмя орденами Красного Знамени, орденами Кутузова 2-й степени, Отечественной войны 1-й степени и  Красной Звезды, а также медалями.